# Pastoraal bezoek van paus Johannes Paulus II aan Groot-Brittannië

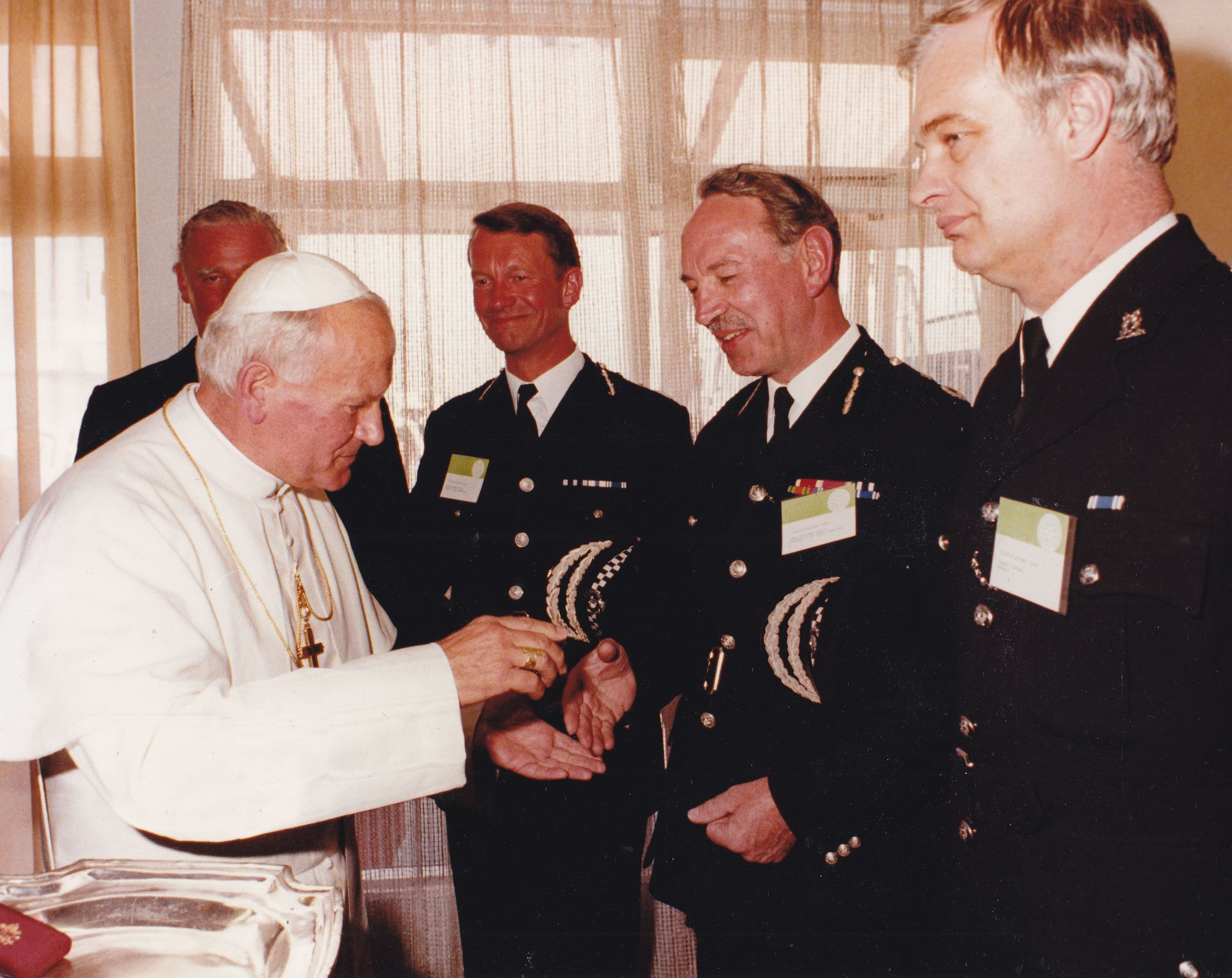
Johannes Paulus II begroet Britse politieagenten op 30 mei 1982

Het pastoraal bezoek van paus Johannes Paulus II aan Groot-Brittannië vond plaats van 28 mei tot 2 juni 1982. Paus Johannes Paulus II was de eerste paus die Groot-Brittannië bezocht. Het bezoek vond plaats tegen de achtergrond van de Falklandoorlog. Dit conflict tussen het Verenigd Koninkrijk en Argentinië over de Falklandeilanden was even voor het bezoek van de paus uitgebarsten. Even had het erop geleken dat de paus - die geen partij wilde kiezen in het conflict - zijn bezoek om deze reden zou afzeggen. De overredingskracht van de aartsbisschop van Liverpool, Derek Worlock en een inderhaast geplande pauselijke reis naar Argentinië (vrijwel meteen volgend op het pastorale bezoek in Groot-Brittannië), wisten het voorgenomen bezoek te redden. Het was een van de eerste grote buitenlandse reizen van de paus, na de aanslag die een jaar eerder door Mehmet Ali Ağca op zijn leven werd gepleegd. Het bezoek stond in het teken van de zeven sacramenten. Het bezoek betekende daarnaast een mijlpaal in de oecumenische relaties tussen de Katholieke en Anglicaanse Kerk.

## Aankomst op luchthaven Gatwick
Paus Johannes Paulus landde om acht uur 's ochtends op luchthaven Gatwick. Hier kuste hij  zoals gewoonlijk de grond. Hij werd, namens koningin Elizabeth II, welkom geheten door Miles Fitzalan-Howard, zeventiende hertog van Norfolk, en namens de bisschoppen van de Britse kerkprovincie door Basil kardinaal Hume, aartsbisschop van Westminster en Cormac Murphy-O'Connor, bisschop van Arundel en Brighton. In zijn openingswoorden benadrukte de paus dat het pastoraal bezoek al lang geleden was voorbereid. Hij verwees naar de internationale spanningen en naar de delicate situatie van het conflict in het zuiden van de Atlantische Oceaan en riep op tot verzoening.

## Doop en ziekenzalving
Na de begroeting vertrok het gezelschap naar Londen, waar de paus voorging in een mis in de kathedraal van Westminster. Het sacrament van de doop stond centraal. Er werden vier volwassenen gedoopt. Aan het einde van zijn preek riep de paus op te bidden voor de slachtoffers van de Falklandoorlog aan beide zijden van het conflict. Na afloop van de mis lunchte de paus bij de aartsbisschop van Westminster. Daarna vond een bezoek plaats aan de koningin op Buckingham Palace. De middag stond in het teken van de ziekenzalving. In Southwark waren voor dat doel vele zieken bijeengebracht in de Kathedraal van St. George. Deze werden door de paus persoonlijk gezalfd. In zijn toespraak verwees de paus naar zijn eigen lijden en benadrukte hij de waardigheid van alle menselijk leven. Opnieuw deed hij een oproep te bidden voor de slachtoffers van de Falklandoorlog. Hierna had de paus nog een ontmoeting met het Britse episcopaat, alvorens te overnachten op de apostolische nuntiatuur in Londen.

## Oecumene
De tweede dag van het bezoek stond bijna geheel in het teken van de oecumene. In de ochtend had de paus in Roehampton nog een ontmoeting met Britse religieuzen. Deze bijeenkomst werd ook bijgewoond door monialen van de Anglicaanse Kerk. Later die ochtend ging hij - samen met de Anglicaanse aartsbisschop van Canterbury, Robert Runcie - voor in een oecumenische viering in Canterbury. Samen vereerden zij er het Evangelie van Canterbury, dat volgens de overlevering in 597 door Augustinus van Kantelberg uit Rome naar Engeland meegebracht zou zijn. Samen vernieuwden de paus en de aartsbisschop hun doopbeloften. En samen ontstaken zij kaarsen voor martelaren van de moderne tijd. Paus Johannes Paulus ontbrandde een kaars voor de Poolse heilige Maximiliaan Kolbe, de franciscaan die in Auschwitz zijn leven gaf en Runcie stak een kaars aan ter nagedachtenis van de Salvadoraanse aartsbisschop Óscar Romero, die twee jaar eerder aan het altaar van zijn kathedraal in San Salvador was vermoord. De paus riep alle gelovigen op zich te verbinden aan het bidden en werken voor verzoening, en voor kerkelijke eenheid, indachtig wat Jezus, de Verlosser, voor ogen had gestaan. De bijeenkomst werd opgevat als een teken dat paus Johannes Paulus II ernst wilde maken met de oecumenische ambities van het Tweede Vaticaans Concilie. Deze indruk werd nog versterkt door een gezamenlijke verklaring die de paus en de aartsbisschop van Canterbury aan het einde van de bijeenkomst ondertekenden.
's Middags ging de paus in het Wembleystadion voor in een open-luchtmis die door 80.000 gelovigen werd bijgewoond. De mis stond in het teken van Pinksteren en had de vernieuwing van doopbeloften als thema.

## Eerste Pinksterdag
Op zondag 30 mei had de paus al om half acht 's ochtends een ontmoeting met de Poolse gemeenschap in Groot-Brittannië. Deze bijeenkomst vond plaats in het stadion van Crystal Palace FC en werd bijgewoond door 28.000 landgenoten van de paus. Hij wees hen op de christelijke wortels van het Poolse volk en op wat succesvolle emigratie mogelijk maakt: te aanvaarden dat Christus de weg, de waarheid en het leven is. Hierna werd de paus per helikopter overgebracht naar Coventry. Daar aangekomen werd hij door een menigte van 350.000 toeschouwers vervoerd naar de kathedraal, waar hij voorging in een mis ter gelegenheid van het Hoogfeest van Pinksteren. Deze mis stond in het teken van het sacrament van het vormsel. Tot de vormelingen sprak hij over de Heilige Geest als het speciale geschenk van Christus aan de gelovigen. Per helikopter ging het gezelschap na de mis naar Liverpool. Daar bezocht de paus eerst de Anglicaanse kathedraal en werd, bij binnenkomst met een staande ovatie begroet. Hij bad er met de kerkgangers het Onze Vader. Daarna ging de paus in de katholieke kathedraal andermaal voor in een mis. Ditmaal stond het sacrament van de biecht centraal. Na de mis ontmoette de paus jongeren die zich daartoe op het plein voor de kathedraal hadden opgesteld.

## Priesterschap en huwelijk
Op de ochtend van Tweede Pinksterdag vertrok de paus vanuit de nuntiatuur naar Manchester. Hier had hij eerst een ontmoeting met de Britse opperrabbijn Immanuel Jakobovits. Hierna had in het Heaton Park een openluchtmis plaats die werd bijgewoond door 200.000 man. Tijdens deze mis wijdde de paus 12 nieuwe priesters. Voor ongeveer evenveel aanwezigen vierde de paus 's middags de mis in York, op de Knavesmire Racecourse. Hier stond het sacrament van het huwelijk centraal. In zijn preek wees de paus op het belang van het gezin. Vervolgens werden massaal de huwelijkse geloften hernieuwd. Na de mis vertrok de paus uit Engeland, om in Edinburgh, Schotland in het Murrayfield Stadium, een ontmoeting te hebben met jongeren. Hij hield hen voor zich bij het kiezen van het vervolg van hun levenspad te laten inspireren door de Heilige Geest Hierna bracht de helikopter de paus weer terug naar Londen.

## Andere kerken
Op 1 juni zette de paus het programma voort met een ontmoeting met vertegenwoordigers van andere christelijke kerken. Hier gaf de paus uiting aan zijn vreugde over de voortgang van de oecumene, die hij vooral zag in de zichtbaarheid van de ontmoetingen tussen leiders van verschillende kerken: "het feit dat zulke ontmoetingen plaatsvinden getuigt ervan tegenover de wereld dat, ondanks de trieste geschiedenis van de verdeeldheid onder de volgers van Christus, wij allen een ware God aanbidden, en ernaar verlangen om in de naam van God samen te werken in het uitdragen van de menselijke waarden, waarvan Hij de werkelijke bron is".  Daarna bezocht de paus het Ziekenhuis van Sint-Jozef, een instelling die gerund wordt door de Dochters van Liefde van Vincentius a Paulo.